# Close My Eyes
«Close My Eyes» es una canción de electrónica del DJ y productor neerlandés de música techno/trance Sander van Doorn. La canción presenta a Robbie Williams y una producción de Pet Shop Boys y Chris Zippel.

## Lista de canciones
Promo CD single
1. Close My Eyes (Radio Edit) (3:05)
2. Close My Eyes (Club Mix) (7:24)
3. Close My Eyes (Dub) (6:08)

Promo CD single
1. Close My Eyes (Radio Edit) (3:05)
2. Close My Eyes (Club Version) (07:26)
3. Close My Eyes (Alternative Club Version) (06:22)
4. Close My Eyes (Dub) (06:07)

CD single
1. Close My Eyes (Radio Edit UK) (02:49)
2. Close My Eyes (Club Mix) (7:24)

CD single (Strictly Limited Fan Edition)
1. Close My Eyes (Radio Edit UK) (02:49)
2. Close My Eyes (Radio Edit) (3:05)
3. Close My Eyes (Club Mix) (7:24)
4. Close My Eyes (Dub) (6:08)
5. Close My Eyes (Video) (03:05)

## Posicionamiento
| Listas (2009)                   | Posición más alta |
| ------------------------------- | ----------------- |
| German Singles Chart            | 33                |
| Netherlands Mega Single Top 100 | 7                 |
| Netherlands Dance Chart         | 2                 |